# 旋海林檎
旋海林檎（學名：Helicocystis）是一種形態特殊的已滅絕棘皮動物，生存於寒武紀苗嶺世。其化石在摩洛哥的Jbel Wawrmast組地層中發現。

## 形態
旋海林檎的形態同時兼具早期棘皮動物海旋板與冠群棘皮動物的特徵，可能是海旋板與冠群棘皮動物之間演化的過渡類群。
旋海林檎的體表和海旋板一樣均覆蓋著螺旋排布的骨板。且骨板間步帶都有著手風琴般的頁狀伸縮結構。但旋海林檎的圍口部坐落在螺旋構造的頂端，圍肛部則位於同一體段的側面，和海旋板恰恰相反。相比之下，同樣營懸浮濾食的有柄類棘皮動物（海百合、海蕾等），已經將口與肛門整合在萼的口面。旋海林檎的圍口部也展現出接近於多種早期遊走類和有柄類的骨板佈局。